# Passenger (ban nhạc Anh)
Passenger, thường được viết thành /Passenger. (với một dấu gạch chéo ở đầu và một dấu chấm ở cuối) từng là một ban nhạc rock dân gian được thành lập vào năm 2003 ở Brighton and Hove, Anh Quốc. Trưởng ban nhạc là Mike Rosenberg, hát chính và viết nhạc trong ban, và Andrew Phillips. Passenger thay đổi liên tục từ nhóm nhạc 4 người đến 5 người.
Album đầu tay của /Passenger là Wicked Man's Rest được phát hành năm 2007 ở Chalkmark. Toàn bộ 11 bài hát trong album được đồng sáng tác bởi Andrew Phillips và Mike Rosenberg. Không lâu sau khi album được phát hành, ban nhạc tan rã khi Andrew Phillips rời nhóm năm 2009. Mike Rosenberg lấy tên ban nhạc làm nghệ danh Passenger và bắt đầu con đường solo của mình.

## Sự nghiệp solo của Rosenberg

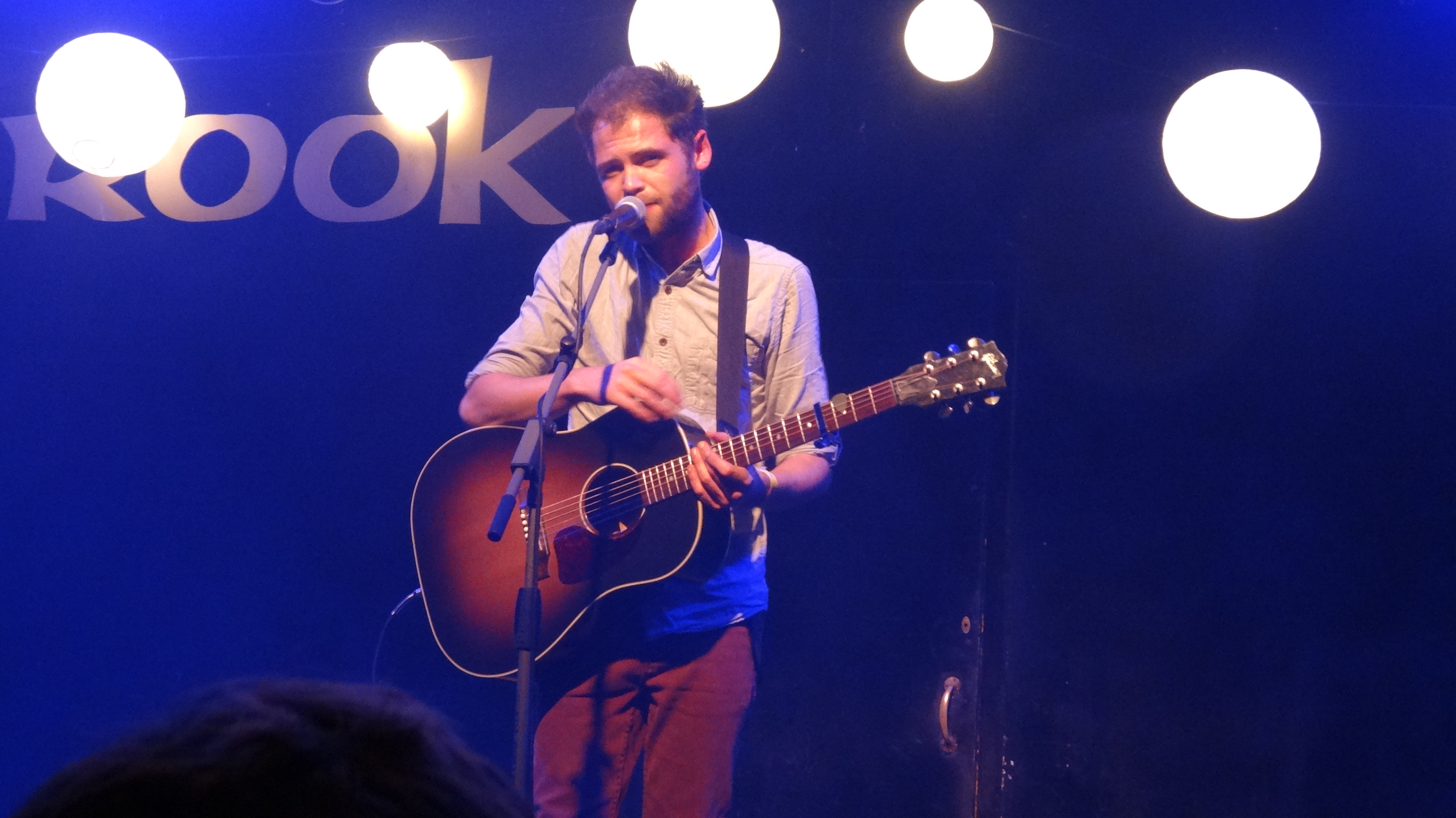
Mike Rosenberg (Passenger), biểu diễn tại buổi hòa nhạc Southampton Brook tháng giêng, 2013

## Các đĩa hát

### Album
- 2007: Wicked Man's Rest

### Đĩa đơn
| Năm  | Các đĩa đơn         | Vị thứ cao nhất | Album             |
| Năm  | Các đĩa đơn         | UK              | Album             |
| ---- | ------------------- | --------------- | ----------------- |
| 2007 | "Wicked Man's Rest" | –               | Wicked Man's Rest |
| 2007 | "Walk You Home"     | 134             | Wicked Man's Rest |
| 2007 | "Do What You Like"  | –               | Wicked Man's Rest |